# NGC 343
NGC 343 è una coppia di galassie interagenti situata nella costellazione della Balena.
Fu scoperta nel 1886 da Frank Muller.